# Bad, Bad Things
Bad, Bad Things (Originaltitel: Mon idole) ist eine französische Filmkomödie von Guillaume Canet aus dem Jahr 2002.

## Handlung
Der junge Bastien arbeitet als Assistent für den reichen und berühmten Fernsehproduzenten Jean-Louis Broustal. Als dieser Potential in Bastien sieht, lädt er ihn ein, mit ihm und seiner Frau Clara ein Wochenende auf dessen Landsitz zu verbringen. Bastien nimmt das Angebot an, weil er seinem Vorbild sein Können zeigen will. Schon bald wird er eine Marionette Broustals, dem er immer zu Diensten sein muss. Diese Dienste können Joggen mit dem Chef oder Sex mit dessen Frau sein.
Zu Beginn nimmt Bastien die neue Situation mit Amüsement zur Kenntnis, jedoch entwickelt sich daraus ein mörderisches Spiel, als Bastien eine Leiche beseitigen muss. Er beschließt, aus den Diensten seines Chefs zu treten. Das gelingt ihm jedoch nicht, da dieser es bemerkt.

## Hintergrund
Bad, Bad Things war der erste abendfüllende Spielfilm des Regisseurs Guillaume Canet. Der Anfang und das Ende des Films wurden als Trickfilm realisiert.
Der Film wurde am 17. Dezember 2002 in Frankreich uraufgeführt. In Deutschland erschien er am 14. Januar 2005 direkt auf DVD.

## Kritik
„Rabenschwarze Medien- und Gesellschaftssatire mit überraschenden Wendungen, überzeugend gespielt.“

## Auszeichnungen
Bei der César-Verleihung 2003 war François Berléand als bester Hauptdarsteller und der Film als bestes Erstlingswerk für den französischen Filmpreis nominiert. Der Film erhielt des Weiteren eine Nominierung für den Europäischen Filmpreis in der Kategorie Bester Nachwuchsfilm. Ausgezeichnet wurde
François Berléand letztlich mit dem Étoile d’Or als Bester Hauptdarsteller.